# Ahmed Youssef
Ahmed Youssef (tiếng Ả Rập: أحمد يوسف; sinh ngày 1 tháng 1 năm 1999) là một cầu thủ bóng đá người Ai Cập hiện tại thi đấu ở vị trí tiền vệ cho câu lạc bộ Ai Cập Enppi. Anh gia nhập Enppi năm 2016 từ Ghazl El Mahalla.